# Schlöben
Schlöben è un comune di 917 abitanti della Turingia, in Germania.
Appartiene al circondario della Saale-Holzland (targa SHK) ed è amministrato dal comune amministratore (Erfüllende Gemeinde) di Bad Klosterlausnitz.

## Storia
Il 1º gennaio 1992 venne aggregato al comune di Schlöben il comune di Rabis.